# Kazimierz Barburski
Kazimierz Barburski (Łódź, 7 de agosto de 1942 – Łódź, 26 de maio de 2016) foi um esgrimista polaco que conquistou a medalha de prata do Campeonato Mundial de 1970 e o bronze dos Jogos Olímpicos de 1968.

## Biografia
Kazimierz Barburski nasceu na cidade de Łódź, em 7 de agosto de 1942. Em sua carreira, conquistou 11 títulos nacionais e uma medalha de prata por equipes no mundial de 1970.
Nos Jogos Olímpicos de 1968, integrou a equipe polaca com Bohdan Andrzejewski, Bohdan Gonsior, Henryk Nielaba e Michał Butkiewicz. Na ocasião, os polacos ficaram com a medalha de bronze.
Faleceu em 26 de maio de 2016, aos 73 anos.